# سد گوانگزائو
سد گوانگزائو (به لاتین: Guangzhao Dam) یک سد و نیروگاه برقابی در چین است که در گوئیژو واقع شده‌است.